# 小行星6110
小行星6110（英語：6110 Kazak）是一颗围绕太阳公转的小行星。1978年7月4日，柳德米拉·切爾尼赫在克里米亚发现了此天体。
这颗小行星的绝对星等为345.5551418357044等。